# Tantalus
Tantalus (tiếng Hy Lạp cổ: Τάνταλος, Tántalos) là một nhân vật trong thần thoại Hy Lạp, được biết đến phổ biến về hình phạt ở Tartarus: ông phải đứng trong một hồ nước dưới một cây ăn quả với những cành cây thấp, những quả trên cây sẽ luôn tránh xa ra khi ông với tay tới, và nước sẽ luôn cạn khi ông có ý định múc nước lên uống. Ông còn được gọi với cái tên Atyx.
Ông là cha của Pelops, Niobe, Broteas, và là con trai của thần Zeus với nymph Plouto. Do đó, giống những vị anh hùng khác trong thần thoại Hy Lạp như Theseus và anh em Dioskouroi, Tantalus thừa hưởng trong mình dòng máu từ cả thần linh và người phàm trần.
Người Hy Lạp dùng tục ngữ "Hình phạt của Tantalus" (tiếng Hy Lạp cổ: Ταντάλειοι τιμωρίαι: Tantáleioi timōríai) trong tài liệu tham khảo để chỉ những người có những thứ tốt lành nhưng không được phép sử dụng chúng. Cái tên và hình phạt của ông cũng là nguồn gốc của từ tiếng Anh tantalize.

## Bối cảnh lịch sử

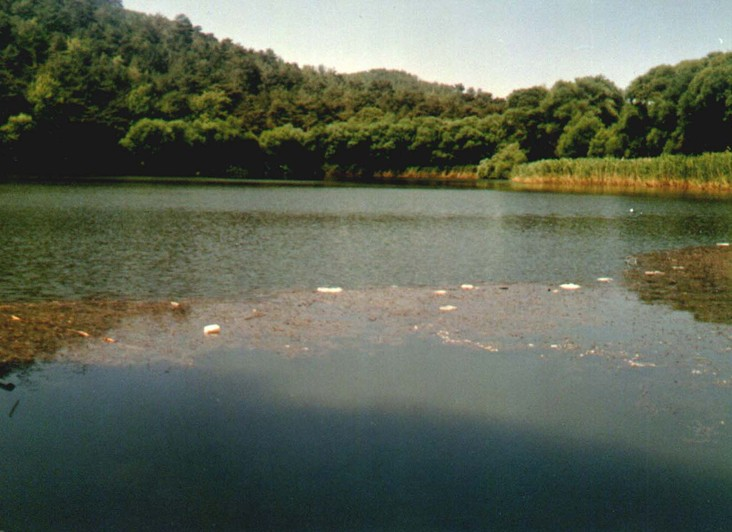
Karagöl ("Hồ đen") ở núi Yamanlar, İzmir, Thổ Nhĩ Kỳ, liên quan đến các mô tả xung quanh Tantalus và cũng được gọi bằng tên của ông, "hồ Tantalus".

Thành phố cổ tây Anatolia được gọi theo tên ông là "Tantalís", "thành phố Tantalus", hay "Sipylus". Tại chân núi Sipylus là nơi thành phố tọa lạc và các phế tích đã được báo cáo vẫn còn nhìn thấy vào thời kỳ đầu Common Era, dù ngày nay có ít dấu vết. Pausanias cho biết thêm rằng có một cảng được đặt theo tên ông và một lăng mộ của ông "không phải là mờ mịt" trong cùng một vùng.

## Tantalus trong nghệ thuật

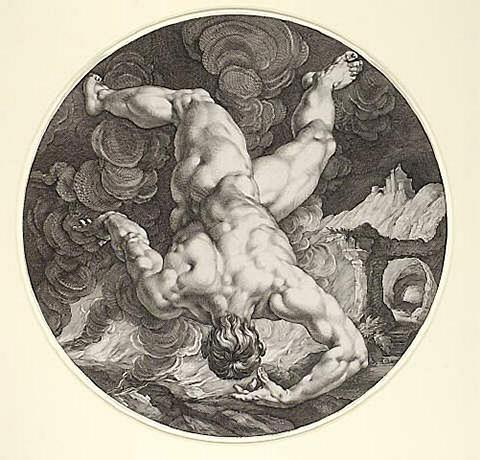
Tranh in khắc của Hendrik Goltzius và C. Cornelius (1588)
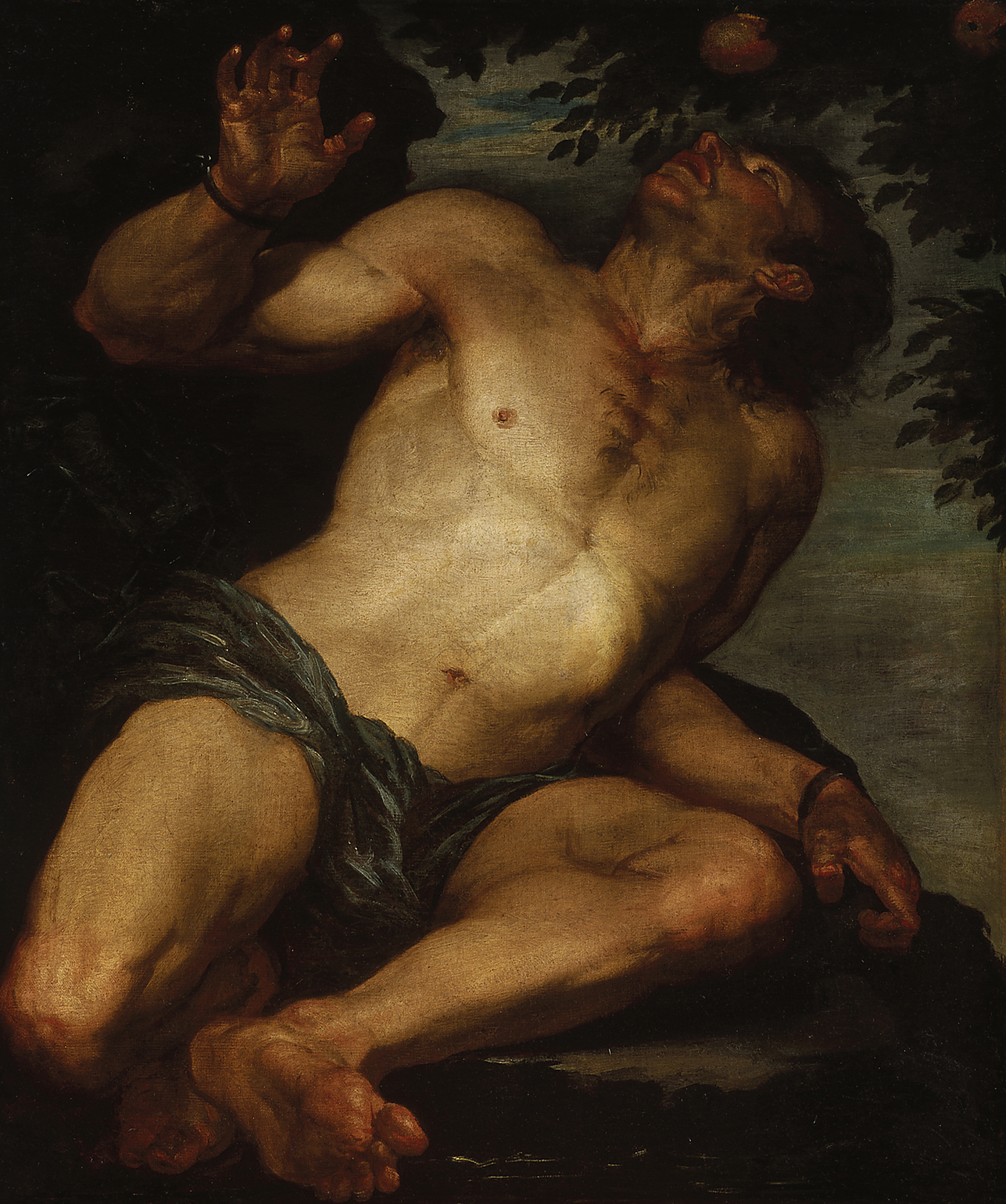
Tranh sơn dầu của Gioacchino Assereto (khoảng những năm 1640)
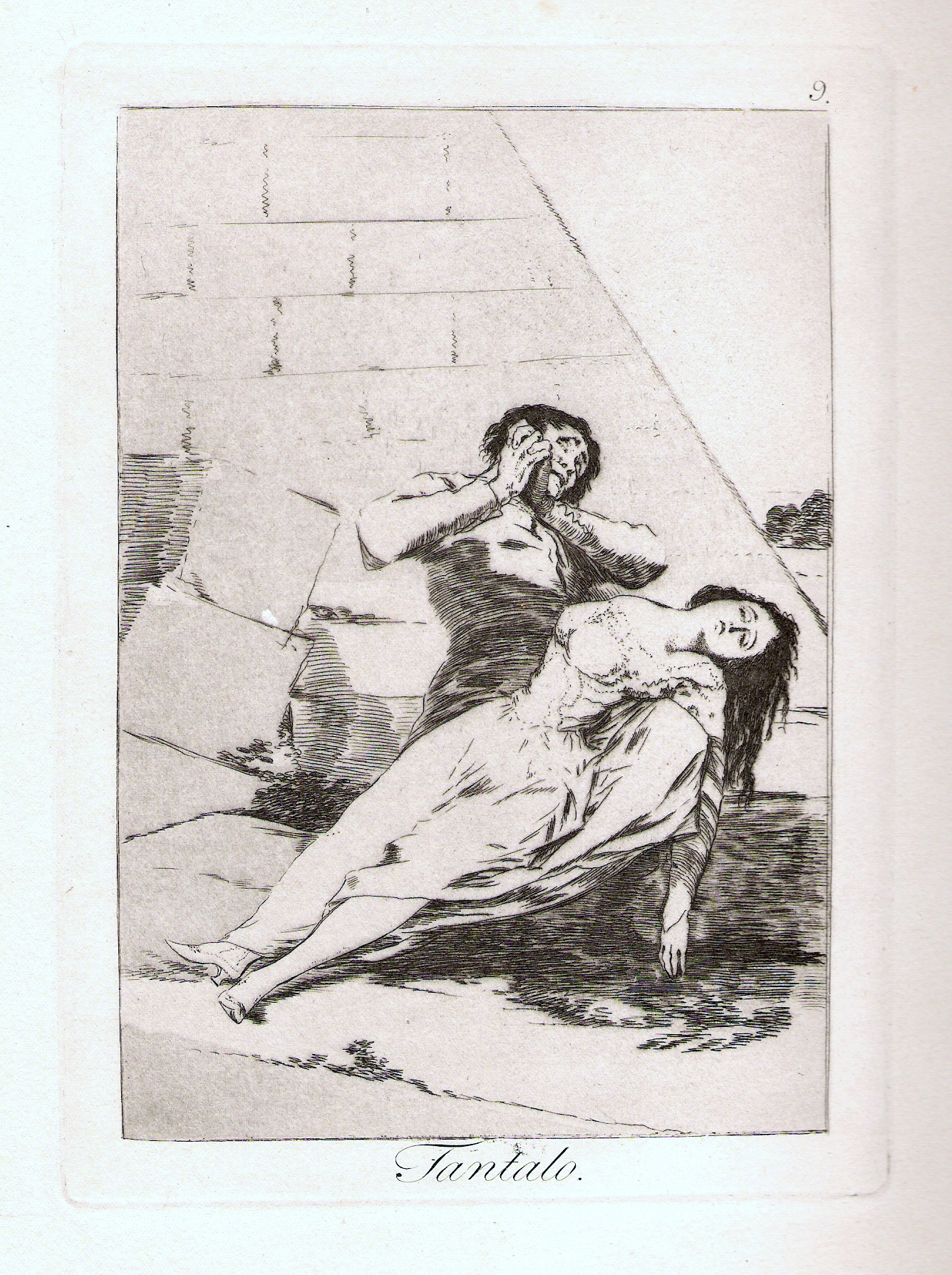
Tranh khắc axit của Francisco Goya (1797)